# Kalsk (województwo lubuskie)
Kalsk (niem. Kalzig) – wieś sołecka w zachodniej Polsce, w województwie lubuskim, w powiecie zielonogórskim, w gminie Sulechów, około 6 km od Sulechowa. Zamieszkiwana przez 782 osoby (stan na 30 czerwca 2025).
Do czasu otwarcia odcinka drogi ekspresowej S3 Świebodzin Południe – Sulechów przez miejscowość przebiegała droga krajowa nr 3 (trasa europejska E65).
| SIMC    | Nazwa   | Rodzaj    |
| ------- | ------- | --------- |
| 0914214 | Brzezie | część wsi |

W latach 1954–1957 siedziba władz gromady Kalsk, po jej zniesieniu wieś w gromadzie Krężoły. W latach 1975–1998 zlokalizowana w województwie zielonogórskim.
W Kalsku znajduje się Instytut Zarządzania i Inżynierii Rolnej Uniwersytetu Zielonogórskiego, Ośrodek Doradztwa Rolniczego, Lubuski Ośrodek Innowacji i Wdrożeń Agrotechnicznych Sp. z o.o., szkoła podstawowa, dwa hotele, gospodarstwo agroturystyczne i sklep.

## Zabytki
Do wojewódzkiego rejestru zabytków wpisane są:
- kościół ewangelicki, obecnie rzymskokatolicki, murowano-drewniany, z początku XVI w. przebudowany w 1826 r., kryty gontem
- piętrowy pałac rodziny von Sydow, kryty niskim dachem czterospadowym z przełomu XVII w. i XVIII w., przebudowany w połowie XIX w. i XX w. Od frontu dwupiętrowy ryzalit z głównym wejściem pod balkonem. Nad oknami pierwszego piętra kartusz z herbem rodziny von Sydow.

## Galeria

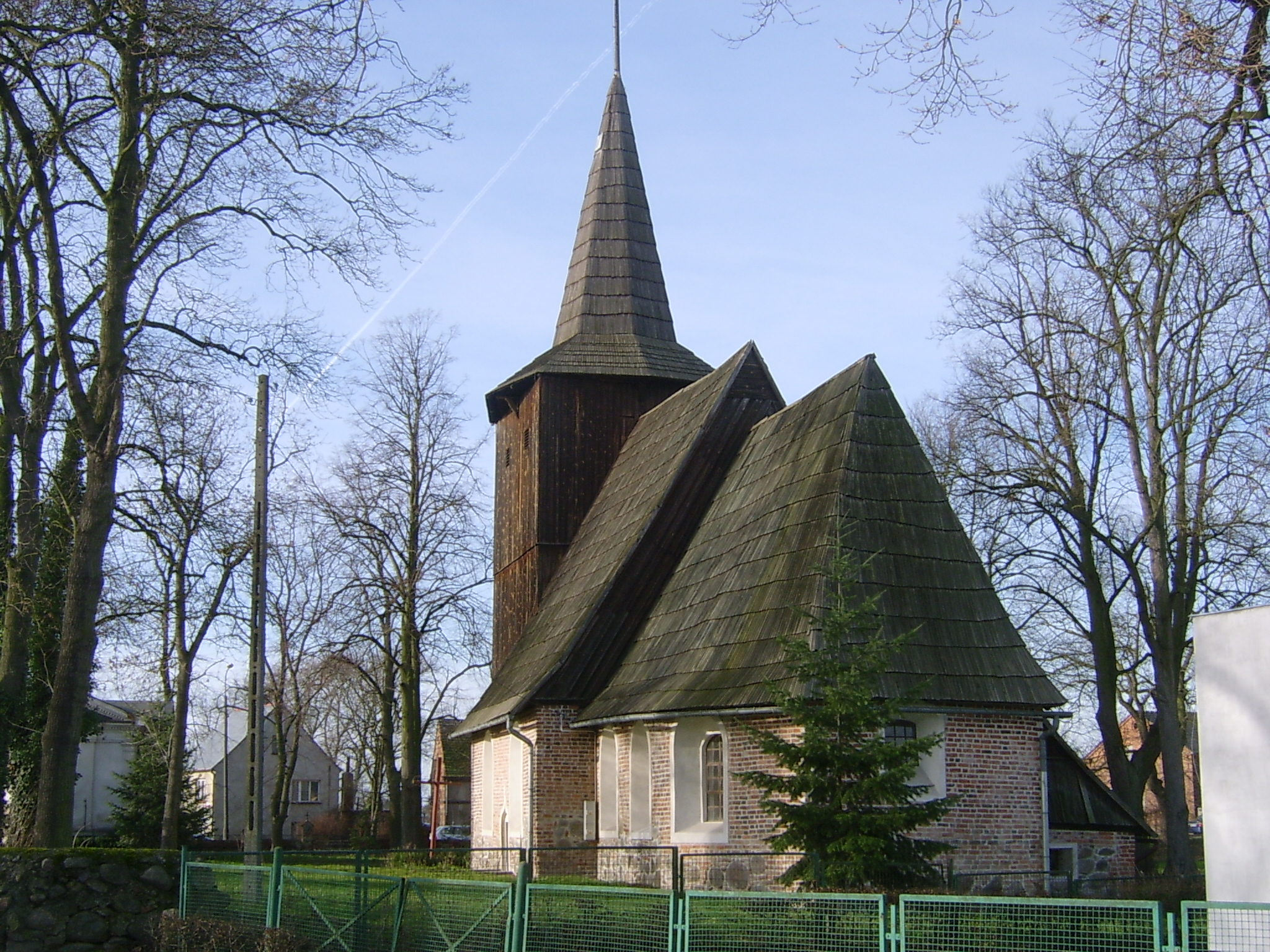
Kościół w Kalsku
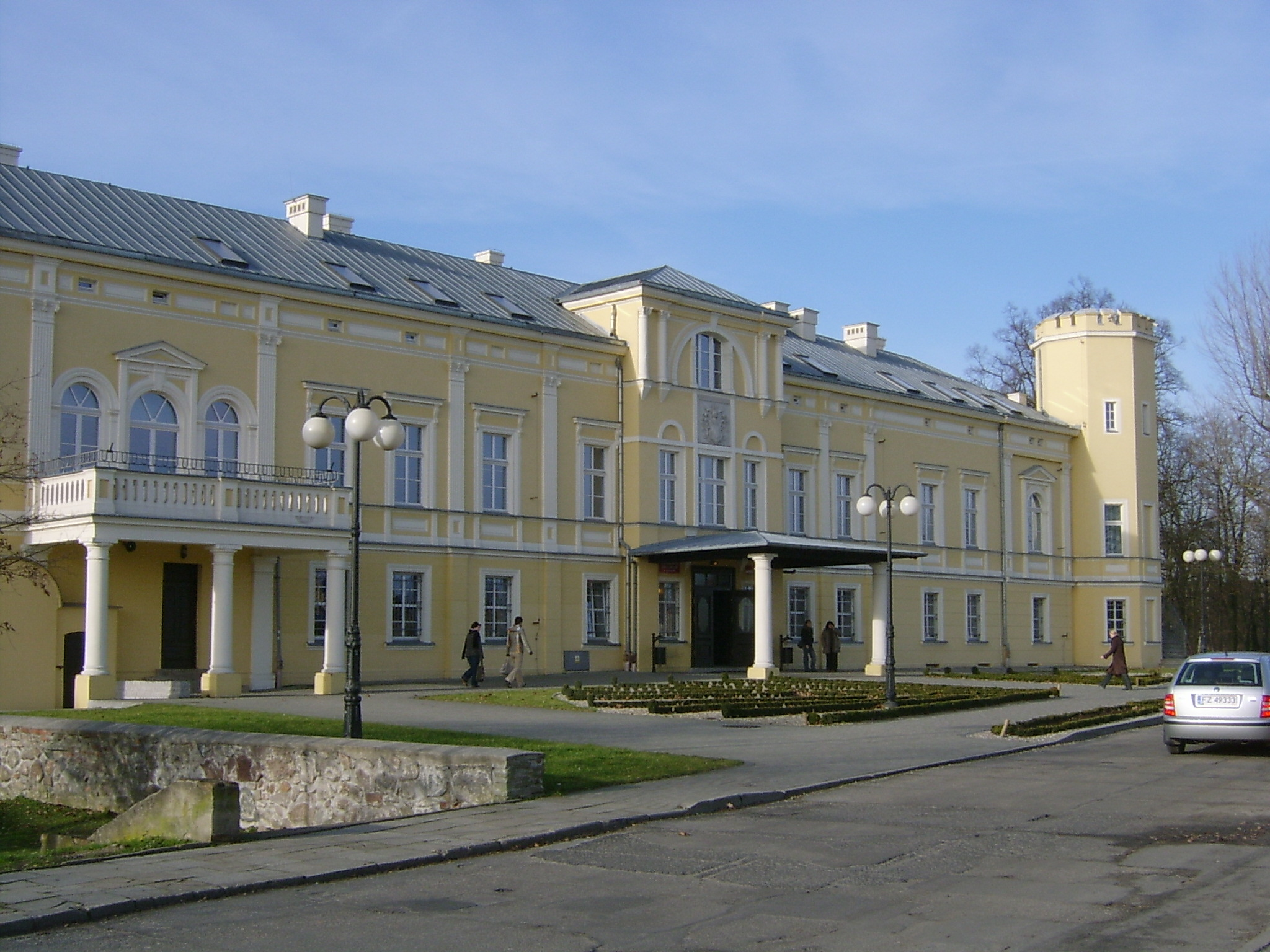
Pałac w Kalsku
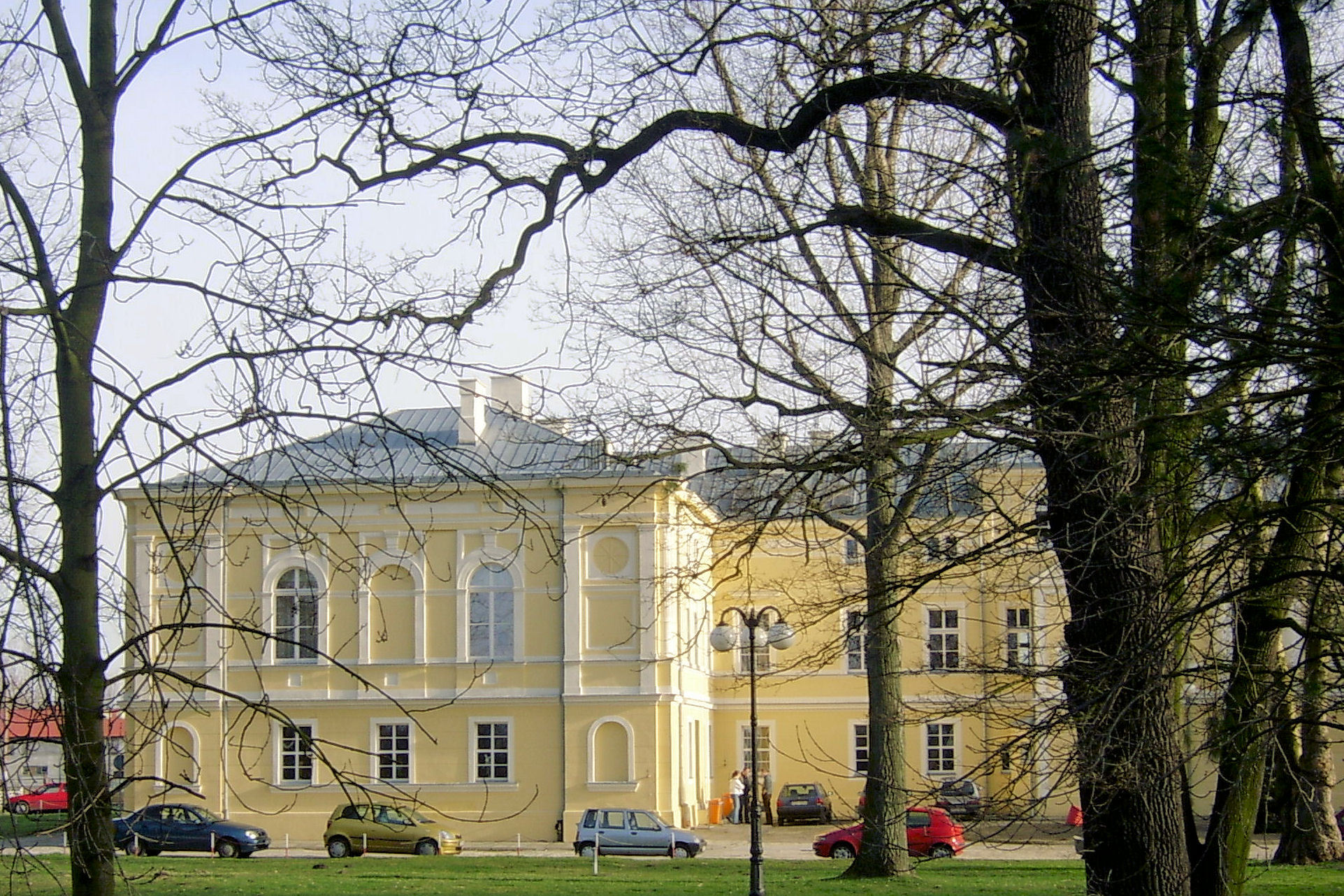
Pałac w Kalsku
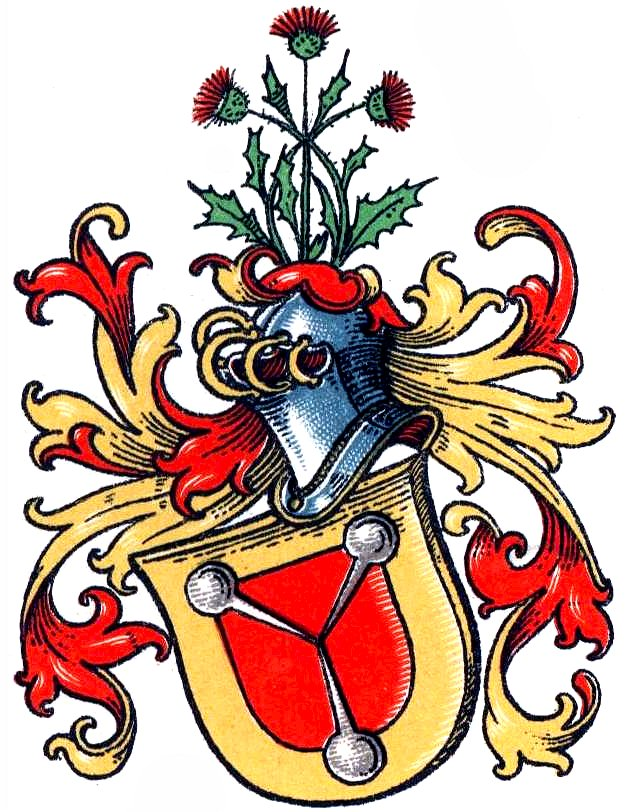
Herb rodziny von Sydow